# Wróblów
Wróblów (niem. Sperlingswinkel) – wieś w Polsce, położona w województwie lubuskim, w powiecie wschowskim, w gminie Sława.
W latach 1975–1998 wieś administracyjnie należała do województwa zielonogórskiego.

## Zabytki
Do wojewódzkiego rejestru zabytków wpisany jest:
- koźlak (wiatrak) - stary młyn, drewniany, z XIX wieku

inne zabytki:
- figurka Najświętszej Marii Panny.